# Susan Stebbing
L. (Lizzie) Susan Stebbing (* 2. Dezember 1885 in North Finchley, Middlesex; † 11. September 1943 in Northwood, Middlesex) war eine britische Philosophin. Sie gehörte der Strömung der Analytischen Philosophie der 1930er Jahre an und war Gründerin der Zeitschrift Analysis.

## Leben
Bereits vor ihrer Volljährigkeit verlor Susan Stebbing ihre Eltern Alfred Stebbing und Elizabeth Elstob. Susan Stebbing studierte seit 1904 am Girton College in Cambridge, wo sie u. a. mit der Logikerin Contance Jones und William Ernest Johnson zusammenarbeitete. 1908 schloss sie ihr Studium dort ab. Ab 1912 führte sie ihr Studium am King’s College London weiter; ihre Doktorarbeit wurde 1914 veröffentlicht. Von 1913 bis 1915 lehrte sie am King’s College Philosophie. Ab 1915 hatte sie eine Teilzeitstelle am Bedford College der University of London und bekam 1920 eine ganze Stelle als Dozentin. 1933 wurde sie am gleichen College zur Professorin der Philosophie ernannt, womit sie die erste Frau im Vereinigten Königreich war, die einen Lehrstuhl für dieses Fachgebiet erhielt. Von 1931 bis 1932 war sie Gastprofessorin an der Columbia University in New York City. Von 1931 bis 1932 war sie Präsidentin der Mind Association, von 1933 bis 1934 stand sie der Aristotelian Society vor.
Susan Stebbing verstarb 1943 nach einer langen Krebserkrankung. Ihr finanzielles Erbe ging an das Bedford College, um ein Stipendium für Frauen in der Philosophie zu gründen.
Ihr bekanntestes Werk ist Thinking to some purpose (1939). Das Buch entstand aus einer Serie von Radiobeiträgen, die sie für die BBC geschrieben hatte. Kurz vor Beginn des Zweiten Weltkriegs schrieb sie: „Es ist heutzutage dringend notwendig, dass die Bürger einer Demokratie gut denken können. Pressefreiheit und Parlamentarismus sind nicht genug. Unsere Probleme liegen zum Teil in unserer Dummheit begründet, zum Teil auch darin, dass diese Dummheit ausgenutzt wird. Außerdem sind unsere eigenen Vorurteile und persönlichen Begehrlichkeiten ein Grund. Ein Teil unseres ineffizienten Denkens kommt von einer starken Sehnsucht, eine sichere Meinung zu komplizierte Angelegenheiten zu haben. Unglücklicherweise können nur wenige wahre Aussagen über komplizierte Probleme in einem einzelnen Satz gemacht werden. Wir verfallen schnell der Gewohnheit, knappe Aussagen zu akzeptieren, das bewahrt uns vor der Anstrengung selbst zu denken. So entsteht das, was ich eine beschränkte Denkweise nenne.“ Sie verglich diese Denkweise mit konserviertem Fleisch, das zwar praktisch, eventuell sogar schmackhaft sei, dem aber wichtige Nährstoffe fehlen. „Wir sollten unsere Denkweise nicht unser Bewusstsein verschließen lassen und uns durch Schlagworte von der Arbeit des Denkens abhalten lassen. Vitamine sind unverzichtbar für das Wachstum unserer Körper. Das kritische Hinterfragen unseres ‚eingelegten‘ Denkens ist unverzichtbar für die Entwicklung unserer Fähigkeit zum zielgerichteten Denken.“

## Veröffentlichungen
- Pragmatism and the Dictum “All Truths Work”. (1912 in Mind)
- The “Working” of “Truths”. (1913 in Mind)
- Pragmatism and French Voluntarism. (1914)
- A Modern Introduction to Logic. (1930)
- Logical Positivism and Analysis. (1933)
- Logic in Practice. (1934)
- Imagination and Thinking. (1936) mit C. Day-Lewis
- Thinking to Some Purpose. (1939)
- Philosophy and the Physicists. (1937)
- Ideals and Illusions. (1941)
- A Modern Elementary Logic. (1943)
- Men and Moral Principles. (1944)